# پینسو
ال پینُس/پینُسو دهستانی در استان آلیکانتهٔ اسپانیا است.
در این دهستان ۷٬۳۱۵ نفر زندگی می‌کنند. مساحت این دهستان ۱۲۷٫۰۵ کیلومتر مربع است.